# Granger (Waszyngton)
Granger – miasto w Stanach Zjednoczonych, w stanie Waszyngton, w hrabstwie Yakima.